# 흑산 (소설)
《흑산》은 대한민국의 소설가 김훈이 2011년 발표한 역사소설이다. 18세기 말, 19세기 초 조선의 천주교 박해에 관한 이야기를 정약전과 황사영을 중심으로 그린 작품이다.

## 같이 보기
- 정약전
- 황사영
- 신유박해
- 자산어보
- 흑산도